# Telchinia rangatana
Telchinia rangatana is een vlinder uit de familie van de Nymphalidae. De wetenschappelijke naam van de soort is voor het eerst gepubliceerd in 1912 door Harry Eltringham.

## Verspreiding
De soort komt voor in de moerasgebieden van Ethiopië, Congo-Kinshasa, Oeganda, Kenia, Rwanda en Burundi.

## Waardplanten
De rups leeft op diverse soorten van de kattenstaartfamilie (Lythraceae) t.w. Ammannia pedicellata, Lythrum rotundifolium, soorten van het geslacht Rotala en op Alchemilla pedata (Rosaceae). 

## Ondersoorten
- Telchinia rangatana rangatana (Eltringham, 1912) (Kenia)
- Telchinia rangatana basilewskyi (Berger, 1956) (Rwanda)
  - = Acraea ventura basilewskyi Berger, 1956
- Telchinia rangatana bettiana (Joicey & Talbot, 1921) (Congo-Kinshasa (Noord-Kivu), Zuidwest-Oeganda, Noord-Rwanda)
  - = Acraea bettiana Joicey & Talbot, 1921
- Telchinia rangatana ecketti (Jackson, 1951) (Kenia)
  - = Acraea rangatana ecketti Jackson, 1951
- Telchinia rangatana maji (Carpenter, 1935) (Zuidwest-Ethiopië)
  - = Acraea maji Carpenter, 1935
  - = Acraea rangatana maji Carpenter, 1935